# Digimind
 (août 2021).
 (août 2021).
Onclusive Social (anciennement Digimind) est une entreprise qui conçoit et développe des logiciels d'écoute et analyse des médias sociaux (social media listening) et de veille concurrentielle. Fondé en 1998, le groupe revendique plus de 200 employés répartis dans ses bureaux en Amérique du Nord, Amérique du Sud, Europe, Asie et Afrique.

## Histoire
Digimind a été fondé en 1998 à Grenoble. En un an, ils ont lancé vStrat, un outil collaboratif de Market Intelligence pour Lotus Notes (maintenant IBM Notes) suivi du lancement de Strategic Finder, un méta-moteur de recherche. Fin 1999, le logiciel avait atteint plus de 60,000 utilisateurs.
En 2003 la société a lancé Digimind Evolution, un logiciel de veille concurrentielle entièrement intégré. Le succès et l'expansion de l'entreprise sur les marchés francophones et anglophones ont facilité l'ouverture d'un centre de Recherche & Développement à Rabat, au Maroc en 2006 et un bureau à Cambridge, MA en 2008. En 2007, Digimind a lancé Digimind 7, une application permettant d’analyser l’actualité en temps réel.
En 2012 Digimind a annoncé la mise en ligne de WhoGotFunded.com, site de veille sur la thématique des levées de fonds au niveau mondial. WhoGotFunded détecte automatiquement les levées de fonds grâce à des technologies intelligentes d’extraction et d’analyse de données. Une fois les informations extraites et enrichies, elles sont stockées dans une base de données structurée et une fiche est créée pour chaque investisseur ou entreprise détectée.
En novembre 2024, Digimind racheté par le groupe Onclusive, devient Onclusive Social[source insuffisante].

## Produits

### Digimind Intelligence
La solution Digimind Intelligence en est aujourd’hui à sa vingtième version. Cette solution offre la possibilité de surveiller quotidiennement ses concurrents, l’évolution des nouvelles tendances d’un secteur spécifique, ou encore les changements réglementaires. Les caractéristiques principales incluent: la recherche automatique, l'extraction et catégorisation de big data, l’analyse en temps réel des données et une plate-forme de collaboration intégrée pour les utilisateurs finaux.

### Digimind Social Analytics
Digimind Social Analytics, lancé en mars 2015, est une solution de veille des médias sociaux et d'e-réputation. Le logiciel analyse et calcule un indicateur d’influence pour chaque tweets, blogs, articles, vidéos et autres messages sur Internet comprenant un ou plusieurs mots clés à surveiller. Cette solution est destinée aux grandes entreprises mais aussi aux PME. Chaque utilisateur peut comparer des campagnes marketing, des marques, des tendances, des concurrents ou des influenceurs et créer des « tags » pour mesurer la confiance des consommateurs et analyser les données. Digimind Social Analytics permet enfin de générer automatiquement des rapports, utilisant des modèles natifs ou personnalisés.
En 2020, dans le cadre de la pandémie de covid-19, l'entreprise met gratuitement cette plateforme web à disposition des organisations non gouvernementales ainsi que des gouvernements afin de collecter et de trier les bonnes informations.